# Dasha Zhukova
Darya "Dasha" Alexandrovna Zhukova (en ruso: Дарья "Даша" Александровна Жукова; Moscú, 8 de junio de 1981) es una coleccionista de arte, empresaria, editora de revistas, filántropa y socialité ruso-estadounidense. Es la fundadora del Museo Garage de Arte Contemporáneo y la Revista Garage.

## Primeros años
Zhukova nació como Darya Alexandrovna Zhukova en Moscú el 8 de junio de 1981. Su padre es Alexander Zhukov, un comerciante de petróleo. Su madre es Yelena Zhukova, una científica de biología molecular ruso-judía. Sus padres se separaron cuando ella tenía 3 años. En 1991, se mudó con su madre a Estados Unidos, instalándose en el área de Houston, ya que su madre se había mudado por motivos de trabajo. Luego se mudaron a Los Ángeles, California. Cuando Yelena se jubiló, era profesora de biología molecular en la UCLA, además de una autoridad en diabetes.
Zhukova asistió a una escuela diurna judía en California. Asistió a la escuela Pacific Hills y se graduó en 1999. Se graduó con honores de la Universidad de California en Santa Bárbara con títulos en estudios eslavos y literatura. Después de involucrarse con Roman Abramovich, regresó a Moscú y luego se mudó a Londres, donde se inscribió en la Facultad de Medicina Naturopática de Londres, pero no completó el programa.

## Carrera profesional
En 2006, Zhukova cofundó la marca de moda Kova & T. Actualmente forma parte de las juntas directivas del Museo de Arte del Condado de Los Ángeles, el Museo Metropolitano de Arte y The Shed.
En 2008, Zhukova fundó el Garage Center for Contemporary Culture (parcialmente financiado por Abramovich) en Moscú, una organización sin fines de lucro que apoya el avance del arte y la cultura contemporánea en Rusia y en el extranjero. En 2012, el centro lanzó el primer programa integral de educación artística y archivo público de arte ruso en el país. En 2014, la institución cambió su nombre a Garage Museum of Contemporary Art y, al año siguiente, se mudó a su primera casa permanente en el Parque Gorki. El edificio, diseñado por Rem Koolhaas, es un proyecto de conservación que transformó un restaurante modernista soviético de 1968 en un espacio radical para exposiciones, publicaciones, investigación y educación.
Zhukova es la directora creativa de New Holland Island en San Petersburgo, y supervisa el desarrollo comercial y arquitectónico de la isla de ocho acres en el corazón de la ciudad. La isla, creada por Pedro el Grande, ha estado vacía durante casi 300 años. Conocido ahora como "isla del arte", el desarrollo incluirá espacios culturales, así como propiedades comerciales y residenciales.
En febrero de 2009, Zhukova fue nombrada editora en jefe de la revista de moda Pop. Muchos en la industria la vieron como un reemplazo improbable de la editora de lanzamiento Katie Grand. En una entrevista en ese momento, no pudo nombrar a un solo artista que admirara, diciendo que era mala con los nombres. Ella renunció al cargo después de tres números en noviembre de 2010.
Además, Zhukova es la editora en jefe de la revista GARAGE, una publicación impresa semestral que se centra en la colaboración entre el arte contemporáneo y la moda. Desde sus inicios, la revista GARAGE ha trabajado con algunos de los creadores más famosos del mundo y ha iniciado diálogos artísticos globales. Entre los colaboradores de la revista se encuentran artistas como Jeff Koons, Damien Hirst, Nick Knight, Marc Jacobs, Richard Prince, John Baldessari, Inez & Vinoodh y Patrick Demarchelier. La revista tomó su nombre y espíritu del Garage Museum of Contemporary Art. También es miembro fundadora de Culture Shed en Nueva York.

### Controversia racista de la silla
En 2014, una fotografía de Zhukova sentada en una silla diseñada como un maniquí de una mujer negra apareció en Buro 24/7, una publicación de moda en línea. La fotografía fue ampliamente criticada como racista. Buro 24/7 recortó la silla de la foto y Zhukova se disculpó, describiendo la silla como obra de arte y como "comentario sobre género y política racial". Zhukova agregó: "Aborrezco por completo el racismo y me gustaría pedir disculpas a los ofendidos por mi participación en este rodaje".
Entre los artistas que protestaron por la foto de Zhukova estuvo Aleksandr Kargáltsev, quien respondió fotografiando a un hombre negro sentado sobre otro blanco, invirtiendo los roles.

## Vida personal
En 2008, Zhukova se casó con Román Abramóvich, un empresario e inversor ruso que es el principal propietario de la empresa de inversión privada Millhouse LLC. La pareja tuvo dos hijos, un hijo y una hija, ambos nacidos en Estados Unidos. En agosto de 2017, la pareja anunció que se separarían. El 11 de octubre de 2019, Zhukova se casó con Stavros Niarchos II, hijo de Philip Niarchos, en una ceremonia civil en París, Francia. En marzo de 2021, dio a luz a su tercer hijo y el primero con Niarchos.
Zhukova tiene doble ciudadanía rusa y estadounidense. Donó a la campaña presidencial de Hillary Clinton. También hizo una donación al Comité Nacional Demócrata.